# 이베리아늑대
이베리아늑대(Canis lupus signatus)는 스페인과 포르투갈 등 이베리아반도에 서식하는 회색늑대의 아종이다.

## 모습과 적응

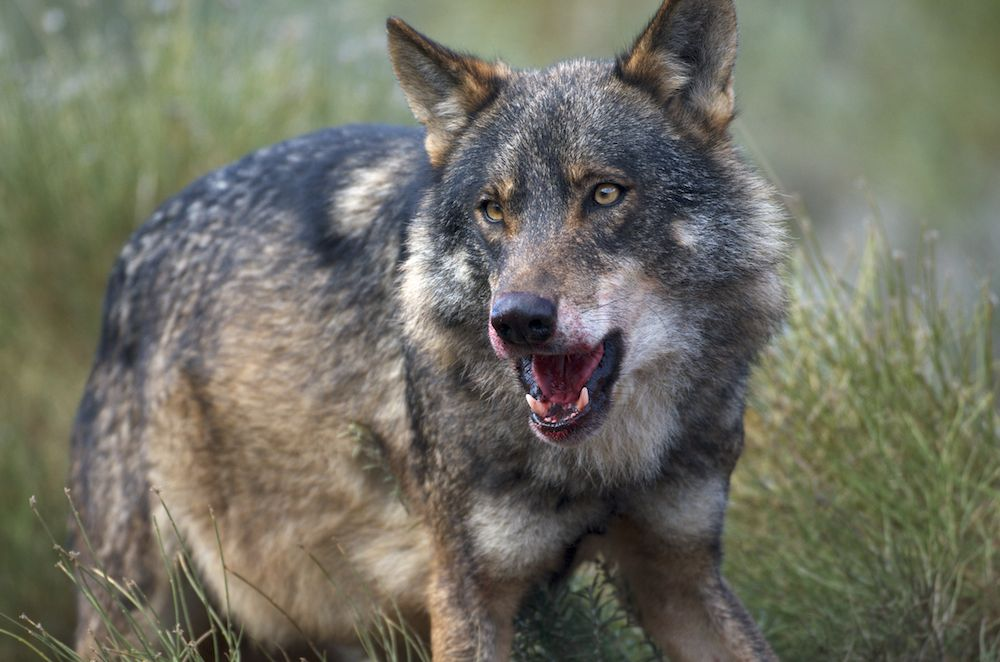
이베리아늑대 알파메일.

이베리아늑대는 유라시아늑대보다 다리가 얇고, 입술 위에 흰색 자국이 있으며, 꼬리에 어두운 자국이 있고 앞다리 한쌍이 더 어두운 등의 차이점이 있으며 이에 따라 이베리아늑대를 "signatus" 아종이라고 하기도 한다. 이 아종은 플라이스토세 빙하기에 피레네산맥에 빙하 장벽이 생겨 이베리아반도에서 종분화가 이루어진 후 비스케이만 서부와 지중해 동부까지 도달한 것으로 보인다.
수컷은 평균 40kg 이상이며, 암컷은 20~30kg이다.

## 식습관
이베리아늑대는 작은 팩으로 모여 지낸다. 이 늑대는 멧돼지를 잡아먹는데, 이로 인해 개체수를 안정하게 유지시켜주어 멧돼지가 잡아먹는, 멸종 위기에 처한 큰들꿩의 멸종을 막아 주는 역할을 한다. 또한, 이베리아늑대는 토끼, 유럽노루, 말사슴, 스페인아이벡스, 심지어는 작은 육식성 동물 및 물고기도 잡아먹는다. 때때로는 양과 같은 가축도 먹는다.

## 역사

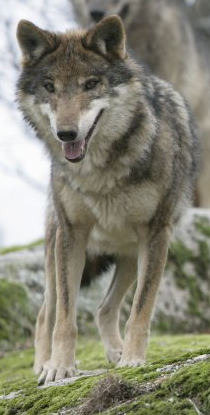
이베리아늑대의 특징이 잘 나타난 모습. 앞다리에 검은 자국이 있고, 얼굴이 하얀 특징이 있다.

1900년대까지 이베리아늑대는 이베리아반도의 대부분에 서식하고 있었다. 그러나, 1950년대부터 1960년대까지 스페인의 프랑코 정권이 늑대 퇴치 캠페인을 시작하면서 상당한 개체수가 남아 있는 북서부 지역과 시에라 데 라 쿨레브라를 제외한 전 지역에서 늑대가 멸종했다. 이와 비슷하게, 포르투갈에서도 비슷한 정책을 펼쳐 도루강 남쪽에서는 절멸하게 되었다. 1930년대 무르시아에서와 같이 남동부에서 늑대를 목격했다는 몇몇 사람들은 이 종을 별도의 Canis lupus deitanus라고 불렀다. 이 종은 더 작고 검은 자국이 없는 붉은 색을 띄었다. 이 두 종은 자연학자 앙겔 카브레라가 종으로 지명했다.
펠릭스 로드리구즈 데 라 푸엥테와 같은 스페인의 몇몇 자연학자는 사냥 정책을 끝내고 동물을 보호하라고 요구했다. 오늘날에는 포르투갈의 늑대 사냥은 금지되었으나 스페인에서는 일부 지역에서 허용되고 있다. 2003년의 조사에서는 이베리아반도에 약 2,000마리가 서식하고 있는 것으로 추정된다. 나바라 지방, 바스크 지방, 에스트레마두라 지방, 마드리드, 과달라하라에서는 늑대 개체가 다시 서식하기 시작한 것으로 확인되었다. 카탈루냐 지방에서는 마지막 야생늑대가 1929년 살해당한 이후 다시 수컷 늑대가 발견되었다. 그러나, 이 늑대는 이베리아늑대가 아닌 프랑스에서 이주해 온 이탈리아늑대인 것으로 확인되었다. 2013년에는 시에라 모레나의 늑대 개체가 사라지기 직전이라고 보고되었다. 2013년 기준, 포르투갈에는 300마리정도가 남아 있는 것으로 추측된다.
2013년 10월, 생태학자들에게서 현재의 개체수가 과대평가 되어 있다며 개체수에 관해 긴급 검토를 해야 한다는 주장이 일었다. 한달 이내에 스페인 늑대 보호 협회에서 19만 8천명이 동물 보호에 대해 유럽 의회 청원위원회에 서명을 보냈다. 2013년 9월부터 10월까지 몇 주 동안 에스트레마두라, 레옹, 칸타브리아 지방에서 대략 30마리가 살해당한 것으로 추정되었다.
포르투갈 내에서는 늑대 사냥이 금지되어 있지만, 늑대 사망 비율 중 대략 45%가 불법 사냥과 같은 인간의 활동으로 사망한 것으로 추정된다. 이런 속도는 지속 불가능하다는 주장이 일어, 10개 단체에서는 강한 늑대 보호를 요구하는 성명을 발표했다.